# Internationale Filmfestspiele Berlin 1957
Die Internationalen Filmfestspiele Berlin 1957 fanden vom 21. Juni bis 2. Juli 1957 statt.

## Zusammenfassung
Die Berlinale 1957 hatte das Motto Filmfestspiele in einem neuen Berlin und verwies so auf die aktuelle Situation im Nachkriegsberlin. Die Ruinen der vom Krieg zerstörten Stadt waren bereits größtenteils beseitigt. Das neue Festivalkino Zoo Palast wurde eröffnet und zum neuen Zentrum der Berlinale.
Ein großes Problem für das Festival war weiterhin die Abwesenheit der sozialistischen Länder, die am Filmfestival Cannes bereits teilnahmen. Weiterer Druck entstand durch das Filmfestival Karlovy Vary in der Tschechoslowakei, bei dem mittlerweile amerikanische Filme zu sehen waren. Als ebenfalls als A-Festival kategorisiertes Festival drohte es Berlin den Rang abzulaufen und sorgte dafür, dass der A-Festival-Rang der Berlinale in Frage gestellt wurde. 
1957 verlieh die Internationale Vereinigung der Filmkritiker erstmals auf einer Berlinale den FIPRESCI-Award. Eine weitere Neuerung wurde gegen den Willen von Festivalleiter Alfred Bauer vom Produzentenverband FIAPF durchgedrückt: Bisher gab es zwei Goldene Bären auf dem Festival. Die internationale Jury vergab seit 1956 diesen Preis und bereits seit 1952 wurde ein Preisträger des Goldenen Bären durch eine Publikumsabstimmung ermittelt. 1957 fand dies zum ersten Mal nicht mehr statt, und die Berlinale, die bereits seit ihren Beginn im Unterschied zu den anderen großen Festivals vor allem ein Publikumsfestival war, opferte eines ihrer Hauptmerkmale dem Aufstieg zum A-Festival.
Preisträger des Festivals wurde in einem allgemein als schwach empfundenen Wettbewerb Sidney Lumets Gerichtsdrama Die zwölf Geschworenen (Twelve Angry Men). Für Diskussionsstoff unter den Kritikern sorgte ein deutscher Film Jonas von Ottomar Domnick, ein ästhetisch und erzählerisch sehr eigenwilliger Film, der viele überforderte. Die Vorführung des Films auf dem Festival war ein erstes Zeichen dafür, dass die Auswahlpolitik der Berlinale bei den deutschen Filmen mutiger wurde. Allerdings glaubte die Festivalleitung den Film nicht ohne erklärenden Einführungsvortrag präsentieren zu können.

## Internationale Jury
In diesem Jahr war der US-Amerikaner Jay Carmody Jurypräsident. Er stand folgender Jury vor:
- Miguel Aleman Jr. (Mexiko),
- Jean de Baroncelli (Frankreich),
- Thorsten Eklann (Schweden),
- José Maria Escudero (Spanien),
- Fernaldo Di Giammatteo (Italien),
- Bunzaburo Hayashi (Japan),
- Dalpathal Kothari (Indien),
- Edmund Luft (Deutschland),
- Ernst Schröder (Deutschland) und
- John Sutro (Großbritannien).

## Wettbewerb
Der Siegerfilm ist orange unterlegt.
| Filmtitel                          | Originaltitel                   | Regisseur            | Produktionsland     | Darsteller (Auswahl)                                    |
| Abarembo kaido                     |                                 | Tomu Uchida          | Japan               |                                                         |
| Arsène Lupin, der Millionendieb    | Les aventures d'Arsène Lupin    | Jacques Becker       | Frankreich, Italien | Robert Lamoureux, Liselotte Pulver, O. E. Hasse         |
| Der Arzt im Moor                   | Nije bilo uzalud                | Nikola Tanhofer      | Jugoslawien         | Boris Buzancic, Mira Nikolic, Mia Oremović              |
| Begierde                           | El fatawa                       | Salah Abouseif       | Ägypten             | Farid Shawqi, Taheya Cariocca, Zaki Rostom              |
| Brahim                             |                                 | Jean Flechet         | Marokko             | Fatima Abdelmalek, Mustapha Amal, Ahmed El Alj          |
| Felicidad                          |                                 | Alfonso Corona Blake | Mexiko              | Elsa Cárdenas, Carlos López Moctezuma, Gloria Lozano    |
| Das Fenster zum Luna Park          | La finestra sul Luna Park       | Luigi Comencini      | Italien, Frankreich | Giulia Rubini, Gastone Renzelli, Pierre Trabaud         |
| Die Frau im Morgenrock             | Woman in a Dressing Gown        | J. Lee Thompson      | Großbritannien      | Yvonne Mitchell, Anthony Quayle, Sylvia Syms            |
| Freiheit                           | Freedom                         |                      | Nigeria             |                                                         |
| The Good Earth                     | Đất Lành (1956)                 | Ramon Estella        | Südvietnam          | Lê Quỳnh , ，Khánh Ngọc                                 |
| Hang Tuah                          | Shijibganeun nal                | Phani Majumdar       | Malaysia            | P. Ramlee, Ahmud Mahmud                                 |
| Der Heilige und die Sünderin       | 1918                            | T. J. Särkka         | Finnland            | Åke Lindman, Anneli Sauli, Ture Ara                     |
| Der Hochzeitstag                   |                                 | Lee Byung-il         | Südkorea            | Jo Mi-ryung, Choi Hyun                                  |
| Jonas                              |                                 | Ottomar Domnick      | Deutschland         | Elisabeth Bohaty, Dieter Eppler, Robert Graf            |
| Junge Herzen im Sturm              | Sista paret ut                  | Alf Sjöberg          | Schweden            | Eva Dahlbeck, Harriet Andersson, Bibi Andersson         |
| Das kleine Teehaus                 | The Teahouse of the August Moon | Daniel Mann          | USA                 | Marlon Brando, Glenn Ford, Machiko Kyō                  |
| Die Letzten werden die Ersten sein |                                 | Rolf Hansen          | Deutschland         | O. E. Hasse, Ulla Jacobsson, Maximilian Schell          |
| Das Mädchen von Korfu              | Protevousianikes peripeteies    | Yannis Petropoulakis | Griechenland        | Rena Vlahopoulou, Periklis Hristoforidis, Nikos Rizos   |
| Der Mann aus Kabul                 | Kabuliwala                      | Tapan Sinha          | Indien              | Chhabi Biswas, Radhamohan Bhattacharya, Manju Dey       |
| Der Mann im Regenmantel            | L'homme à l'imperméable         | Julien Duvivier      | Frankreich, Italien | Fernandel, Bernard Blier, Jacques Duby                  |
| Manuela                            |                                 | Guy Hamilton         | Großbritannien      | Trevor Howard, Elsa Martinelli, Pedro Armendáriz        |
| Der Pechvogel                      | El hombre señalado              | Francis Lauric       | Argentinien         | Cristina Berys, Homero Cárpena, Enrique Chaico          |
| Rendezvous mit vergessenen Jahren  | Stevnemøte med glemte år        | Jon Lennart Mjøen    | Norwegen            | Mona Hofland, Espen Skjøenberg, Henki Kolstad           |
| Sei lieb zu mir                    | Ingen tid til kærtegn           | Annelise Hovmand     | Dänemark            | Eva Cohn, Lily Weiding, Hans Kurt                       |
| Der spanische Gärtner              | The Spanish Gardener            | Philip Leacock       | Großbritannien      | Dirk Bogarde, Jon Whiteley, Michael Hordern             |
| Spuren der Vergangenheit           | Sait-on jamais …                | Roger Vadim          | Italien, Frankreich | Françoise Arnoul, Christian Marquand, O. E. Hasse       |
| Der Tag der Verdammten             | Amanecer en Puerta Oscura       | José María Forqué    | Spanien, Italien    | Francisco Rabal, Luis Peña, Alberto Farnese             |
| Das Tal der verlorenen Seelen      | Wang hun gu                     | Chun Yen             | Hongkong            | Lin Dai                                                 |
| Tizoc                              |                                 | Ismael Rodríguez     | Mexiko              | Pedro Infante, María Félix, Alicia del Lago             |
| Väter und Söhne                    | Padri e figli                   | Mario Monicelli      | Italien, Frankreich | Vittorio De Sica, Marcello Mastroianni, Lorella De Luca |
| Vaterliebe                         | Arashi                          | Hiroshi Inagaki      | Japan               | Chishu Ryu, Kinuyo Tanaka, Daisuke Katō                 |
| Wo alle Straßen enden              | The Wayward Bus                 | Victor Vicas         | USA                 | Joan Collins, Jayne Mansfield, Dan Dailey               |
| Die zwölf Geschworenen             | Twelve Angry Men                | Sidney Lumet         | USA                 | Henry Fonda, Martin Balsam, Lee J. Cobb                 |

## Preisträger
Goldene Bären
- Die zwölf Geschworenen (Twelve Angry Man)
- Kurzfilm: Menschen in der Ferne (Gente lontana)
- Dokumentarfilm: Geheimnisse des Lebens (Secrets of Life)

Silberne Bären
- Dokumentarfilm: Das letzte Paradies (L’ultimo paradiso)
- Regisseur: Mario Monicelli für Väter und Söhne (Padri e figli)
- Schauspieler: Pedro Infante für Tizoc (Der Preis wurde postum verliehen.)
- Schauspielerin: Yvonne Mitchell für Die Frau im Morgenrock (Woman in a Dressing Gown)
- Sonderpreis für Kurzfilm: Big Bill Blues, Die Seen von Plitvice (Plitvicka jezera) und Tausend kleine Zeichen
- Sonderpreise: Der Tag der Verdammten (Amanecer en Puerta Oscura) „für die bemerkenswerte filmische Darstellung dramatischer Zuspitzung und das vermittelte kulturell-historische Bild“; Ravi Shankar für die beste Filmmusik in Kabuliwala

FIPRESCI-Award
- Die Frau im Morgenrock von J. Lee Thompson
- Lobende Erwähnung: Sei lieb zu mir (Ingen tid til kærtegn)

OCIC-Award
- Die zwölf Geschworenen (Twelve Angry Man)
- Besondere Erwähnung: Die Frau im Morgenrock (Woman in a Dressing Gown)